# Nagiella
Nagiella és un gènere d'arnes de la família Crambidae.

## Taxonomia
- Nagiella demialis (Walker, [1866])
- Nagiella flavispila (Swinhoe, 1894)